# 美麗傳說
《美麗傳說》，香港最佳拍檔有限公司及亞洲電視聯合製作的時裝商戰電視劇，共40集，監製鄭偉文、李兆基，製作人王晶。劇集首播於2000年12月，劇情影射香港小姐競選及豪門恩怨，此劇曾經為亞視取得收視一度高達9點，造就姊妹作《美麗傳說2星願》在數年後制作。

## 演員表

### 主要演員
| 演員   | 角色     | 暱稱/關係 | 影射（原型）   |
| 任達華 | 屠楚雄   | Chris 香子欣之前夫 雷梓聰之天敵，最後和好                                                                                          | 刘銮雄         |
| 陳法蓉 | 舒屏屏   | Rita 香子欣之姊 雷梓聰之前妻，後為天敵，最後和好                                                                                   | 朱玲玲         |
| 李麗珍 | 香子欣   | Michelle 舒屏屏之妹 屠楚雄之配偶 雷梓聰之前姻親                                                                                    | 李嘉欣         |
| 曾 江  | 雷澤東   | Kent 雷梓聰父親 雷梓堅之養父 雷溫潤卿之配偶 舒屏屏和孫琳琳之岳父                                                                   | 霍英東         |
| 黃智賢 | 雷梓聰   | Tim 雷澤東、雷溫潤卿之子 雷梓堅同母異父之兄 舒屏屏之前夫，後為天敵，最後和好 屠楚雄之前姻親，後為天敵，最後和好 於第40集遭警員槍殺 | 霍震霆         |
| 陳 煒  | 陳可人   | Pauline | 陈宝莲         |
| 田蕊妮 | 孫琳琳   | Fanny | 关之琳／陳美琪 |
| 江美儀 | 司馬寶琴 | Bobo | 宝咏琴         |
| 甄志強 | 雷梓堅   | Ben 洛家齊、雷溫潤卿之子 雷梓聰同母異父之弟 孫琳琳之前夫，後為天敵                                                                 | 霍震寰         |
| 黎 駿  | 魏 真    | 魏方之子 | 倪震           |

### 其他演員
| 演員     | 角色     | 暱稱/關係                                                 | 影射（原型） |
| 蘇杏璇   | 雷溫潤卿 | 雷澤東之妻 雷梓堅、雷梓聰之母親 舒屏屏、孫琳琳之奶奶      | 霍呂燕妮     |
| 呂有慧   | 舒家珍   | 魚蛋姨 舒屏屏、香子欣之母親 雷梓堅之前岳母 和屠楚雄之岳母 |              |
| 李兆基   | 香 細    | 細哥 舒屏屏、香子欣之父親 雷梓堅之前岳父 屠楚雄之岳父     |              |
| 王天林   | 魏 方    | 魏真之父                                                  | 倪匡         |
| 梁 愛    | 許家碧   | 碧姐 雷澤東之管家                                         |              |
| 劉錫賢   | 何晉升   |                                                           |              |
| 黃璦瑤   | 排骨嗲   | 舒屏屏、香子欣之好友 王姓                                 |              |
| 吳浣儀   | 王夏慧   | 陳可人母親                                                |              |
| 姜皓文   | 魯任松   |                                                           | 黄任中       |
| 許 芬    | 魏李艷芬 |                                                           |              |
| 張國權   | 屠若誠   | Andrew 屠楚雄、司馬寶琴之子                               |              |
| 徐寶鳳   | 朱 紅    | 舒屏屏、香子欣之姨母                                      |              |
| 葉良財   | 劉石平   | 毒瘤平                                                    | 劉錫明       |
| 司馬華龍 | 雷老太爺 |                                                           |              |
| 吳瑞庭   | KELVIN   |                                                           |              |
| 馮麗嫦   | ROSANNA  |                                                           |              |
| 錢嘉成   | 成       |                                                           |              |
| 傅湛杰   | BENNY    |                                                           |              |
| 林子博   | 司 儀    |                                                           |              |
| 廖文蔚   | 司 儀    |                                                           |              |
| 關偉倫   | 蕭公子   |                                                           |              |

## 轶事
时隔24年後，本劇製作人王晶大爆曾經有兩女星在自己執導的亞視電視劇中由爭寵演變「掌摑」事件。外界猜測是本劇飾演兩姐妹的陳法蓉和李麗珍。